# Luttensee
Der Luttensee ist ein natürlicher Bergsee in der Gemeinde Mittenwald im oberbayrischen Landkreis Garmisch-Partenkirchen.

## Geographie
Der See befindet sich ca. 2 km nordwestlich des Ortszentrums von Mittenwald im Wettersteingebirge, unterhalb des Hohen Kranzberges und liegt auf einer Höhe von 1021 Metern Höhe über dem Meer. Er hat eine maximale Tiefe von 4 Metern. Die Oberfläche hat die regulären Ausmaße 180 mal 140 Meter.
Neben einigen unterirdischen wird er auch von zwei in der Nähe entspringenden Quellbächen gespeist und entwässert über den Luttenseegraben in den nahen Schmalensee. Ein Badestrand ist nicht vorhanden, das Baden ist jedoch möglich. Das Wasser ist wegen der unterirdischen Quellen vergleichsweise kalt.
Benachbarte Seen sind der Schmalensee, ca. 1200 Meter nordöstlich, und der ca. 900 Meter westlich gelegene Wildensee.
300 m südöstlich liegt der Luttenseehof, eine Pension mit Gaststätte. Knapp nordöstlich im Wald befindet sich die Luttensee-Kaserne, die ehemalige Gebirgs- und Winterkampfschule der Bundeswehr.